# Gemmazione
La gemmazione è un processo per cui un gruppo di nuove cellule forma un'escrescenza (gemma) che rimane attaccata all'individuo genitore fino a formare colonie (es: coralli e spugne)

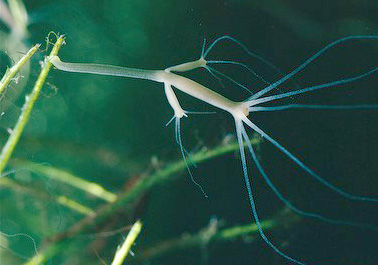
Hydra con due nuovi individui della colonia ai lati.

La gemmazione (o scissione ineguale o paratomia) è una modalità di riproduzione asessuata adottata da molti organismi, come ad esempio protozoi, funghi, alcune piante e anche alcuni animali (poriferi e cnidari).

## Negli unicellulari
Durante la gemmazione si forma lateralmente una piccola protuberanza alla cellula, detta gemma, che in un secondo momento si stacca; al contrario della scissione la cellula genitrice si conserva, e la gemma è in genere più piccola di essa. Si può definire come un'estroflessione che cresce dopo essersi staccata. 
Nei miceti, a differenza degli schizomiceti, la gemmazione non prevede la formazione del fuso mitotico. Altri esempi di microrganismi che si riproducono per gemmazione sono Saccharomyces cerevisiae

## Nei pluricellulari
Qui la gemma è composta da più cellule, e dà origine ad individui figli, del tutto identici all'individuo genitore, solo che in miniatura. Al contrario della frammentazione poi, qui vi è una zona specifica in cui avviene la scissione e non vi è la riorganizzazione del corpo.
Molto usata negli organismi sessili, come l'Hydra, può formare, se la gemma rimane attaccata al genitore, intere colonie di cloni.

## Bilancio vantaggi/svantaggi
Il vantaggio della gemmazione, rispetto alla riproduzione sessuale, è quello di permettere ad una specie di colonizzare un ambiente moltiplicandosi in tempi relativamente rapidi. Gli svantaggi di questa riproduzione sono associati alla mancanza di un rimescolamento genetico e, quindi, ad una minore variabilità genetica della popolazione e un limitato dinamismo della specie rispetto al cambiamento delle condizioni ambientali.